# Primi ministri della Romania

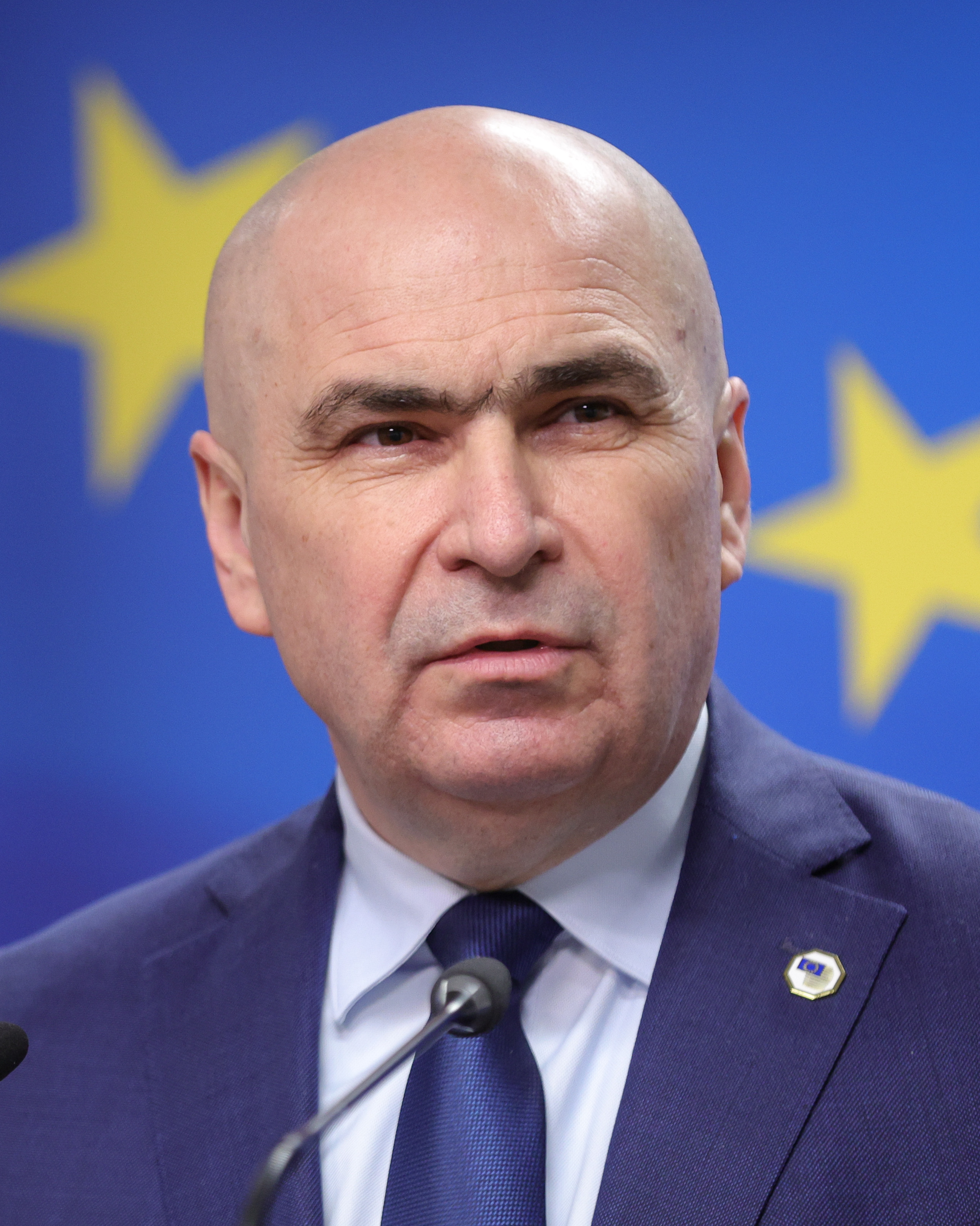
Ilie Bolojan, attuale Primo Ministro della Romania.

Questo elenco comprende i primi ministri della Romania e delle sue precedenti entità politiche, a partire dal 1862.

## Primi ministri del Principato di Romania (1862-1881)
| N°  | Primo ministro (Nascita-morte) | Primo ministro (Nascita-morte) | Primo ministro (Nascita-morte)           | Partito / Orientamento     | Governo            | Mandato          | Mandato          | Sovrano                         |
| N°  | Primo ministro (Nascita-morte) | Primo ministro (Nascita-morte) | Primo ministro (Nascita-morte)           | Partito / Orientamento     | Governo            | Inizio           | Fine             | Sovrano                         |
| --- | ------------------------------ | ------------------------------ | ---------------------------------------- | -------------------------- | ------------------ | ---------------- | ---------------- | ------------------------------- |
| 1°  |                                |                                | Barbu Catargiu (1807-1862)               | Conservatore               | Barbu Catargiu     | 15 febbraio 1862 | 8 giugno 1862    | Alexandru Ioan Cuza (1862-1866) |
| -   |                                |                                | Apostol Arsache (ad interim) (1792-1874) | Conservatore               | Barbu Catargiu     | 8 giugno 1862    | 23 giugno 1862   | Alexandru Ioan Cuza (1862-1866) |
| 2°  |                                |                                | Nicolae Crețulescu (1812-1900)           | Liberale Moderato          | Crețulescu I       | 24 giugno 1862   | 11 ottobre 1863  | Alexandru Ioan Cuza (1862-1866) |
| 3°  |                                |                                | Mihail Kogălniceanu (1817-1891)          | Liberale Moderato          | Kogălniceanu       | 11 ottobre 1863  | 26 gennaio 1865  | Alexandru Ioan Cuza (1862-1866) |
| 4°  |                                |                                | Constantin Bosianu (1815-1882)           | Liberale Moderato          | Bosianu            | 26 gennaio 1865  | 14 giugno 1865   | Alexandru Ioan Cuza (1862-1866) |
| -   |                                |                                | Nicolae Crețulescu (1812-1900)           | Liberale Moderato          | Crețulescu II      | 14 giugno 1865   | 11 febbraio 1866 | Alexandru Ioan Cuza (1862-1866) |
| 5°  |                                |                                | Ion Ghica (1816-1897)                    | Liberale Moderato          | Ion Ghica I        | 11 febbraio 1866 | 10 maggio 1866   | Alexandru Ioan Cuza (1862-1866) |
| 5°  | Carlo I (1866-1881)            |                                | Ion Ghica (1816-1897)                    | Liberale Moderato          | Ion Ghica I        | 11 febbraio 1866 | 10 maggio 1866   |                                 |
| 6°  |                                |                                | Lascăr Catargiu (1823-1899)              | Conservatore               | Lascăr Catargiu I  | 11 maggio 1866   | 13 luglio 1866   |                                 |
| -   |                                |                                | Ion Ghica (1816-1897)                    | Liberale Moderato          | Ion Ghica II       | 15 luglio 1866   | 21 febbraio 1867 |                                 |
| 7°  |                                |                                | Constantin A. Crețulescu (1809-1884)     | Liberale Radicale          | C. A. Crețulescu   | 1 marzo 1867     | 4 agosto 1867    |                                 |
| 8°  |                                |                                | Ștefan Golescu (1809-1874)               | Liberale Radicale          | Ștefan Golescu     | 17 agosto 1867   | 29 aprile 1868   |                                 |
| 9°  |                                |                                | Nicolae Golescu (1810-1877)              | Liberale Radicale          | Nicolae Golescu    | 1 maggio 1868    | 15 novembre 1868 |                                 |
| 10° |                                |                                | Dimitrie Ghica (1816-1897)               | Conservatore Moderato      | Dimitrie Ghica     | 16 novembre 1868 | 27 gennaio 1870  |                                 |
| 11° |                                |                                | Alexandru G. Golescu (1819-1881)         | Liberale Moderato          | A. G. Golescu      | 2 febbraio 1870  | 18 aprile 1870   |                                 |
| 12° |                                |                                | Manolache Costache Epureanu (1823-1880)  | Conservatore               | Epureanu I         | 20 aprile 1870   | 14 dicembre 1870 |                                 |
| -   |                                |                                | Ion Ghica (1816-1897)                    | Liberale Moderato          | Ion Ghica III      | 18 dicembre 1870 | 11 marzo 1871    |                                 |
| -   |                                |                                | Lascăr Catargiu (1823-1899)              | Conservatore               | Lascăr Catargiu II | 11 marzo 1871    | 30 marzo 1876    |                                 |
| 13° |                                |                                | Ion Emanuel Florescu (1819-1893)         | Conservatore               | Florescu I         | 4 aprile 1876    | 26 aprile 1876   |                                 |
| -   |                                |                                | Manolache Costache Epureanu (1823-1880)  | Conservatore               | Epureanu II        | 6 maggio 1876    | 5 agosto 1876    |                                 |
| 14° |                                |                                | Ion C. Brătianu (1821-1891)              | Partito Nazionale Liberale | I. C. Brătianu I   | 5 agosto 1876    | 24 novembre 1878 |                                 |
| 14° | I. C. Brătianu II              | 25 novembre 1878               | Ion C. Brătianu (1821-1891)              | Partito Nazionale Liberale | 10 luglio 1879     |                  |                  |                                 |
| 14° | I. C. Brătianu III             | 11 luglio 1879                 | Ion C. Brătianu (1821-1891)              | Partito Nazionale Liberale | 13 marzo 1881      |                  |                  |                                 |

## Primi ministri del Regno di Romania (1881-1947)
| N°  | Primo ministro (Nascita-morte) | Primo ministro (Nascita-morte) | Primo ministro (Nascita-morte)                | Partito / Orientamento           | Governo               | Mandato           | Mandato           | Sovrano             |
| N°  | Primo ministro (Nascita-morte) | Primo ministro (Nascita-morte) | Primo ministro (Nascita-morte)                | Partito / Orientamento           | Governo               | Inizio            | Fine              | Sovrano             |
| --- | ------------------------------ | ------------------------------ | --------------------------------------------- | -------------------------------- | --------------------- | ----------------- | ----------------- | ------------------- |
| -   |                                |                                | Ion C. Brătianu (1821-1891)                   | Partito Nazionale Liberale       | I. C. Brătianu III    | 13 marzo 1881     | 9 aprile 1881     | Carlo I (1881-1914) |
| 15° |                                |                                | Dumitru Brătianu (1818-1892)                  | Partito Nazionale Liberale       | D. Brătianu           | 10 aprile 1881    | 8 giugno 1881     | Carlo I (1881-1914) |
| -   |                                |                                | Ion C. Brătianu (1821-1891)                   | Partito Nazionale Liberale       | I. C. Brătianu IV     | 9 giugno 1881     | 20 marzo 1888     | Carlo I (1881-1914) |
| 16° |                                |                                | Theodor Rosetti (1837-1923)                   | Partito Conservatore             | Rosetti I             | 23 marzo 1888     | 11 novembre 1888  | Carlo I (1881-1914) |
| 16° | Rosetti II                     | 12 novembre 1888               | Theodor Rosetti (1837-1923)                   | Partito Conservatore             | 22 marzo 1889         |                   |                   | Carlo I (1881-1914) |
| -   |                                |                                | Lascăr Catargiu (1823-1899)                   | Partito Conservatore             | Lascăr Catargiu III   | 29 marzo 1889     | 3 novembre 1889   | Carlo I (1881-1914) |
| 17° |                                |                                | Gheorghe Manu (1833-1911)                     | Partito Conservatore             | Manu                  | 5 novembre 1889   | 15 febbraio 1891  | Carlo I (1881-1914) |
| -   |                                |                                | Ion Emanuel Florescu (1819-1893)              | Partito Conservatore             | Florescu II           | 2 marzo 1891      | 29 dicembre 1891  | Carlo I (1881-1914) |
| -   |                                |                                | Lascăr Catargiu (1823-1899)                   | Partito Conservatore             | Lascăr Catargiu IV    | 29 dicembre 1891  | 15 ottobre 1895   | Carlo I (1881-1914) |
| 18° |                                |                                | Dimitrie Sturdza-Miclăușanu (1833-1914)       | Partito Nazionale Liberale       | Sturdza I             | 15 ottobre 1895   | 2 dicembre 1896   | Carlo I (1881-1914) |
| 19° |                                |                                | Petre S. Aurelian (1833-1909)                 | Partito Nazionale Liberale       | Aurelian I            | 2 dicembre 1896   | 12 aprile 1897    | Carlo I (1881-1914) |
| -   |                                |                                | Dimitrie Sturdza-Miclăușanu (1833-1914)       | Partito Nazionale Liberale       | Sturdza II            | 12 aprile 1897    | 23 aprile 1899    | Carlo I (1881-1914) |
| 20° |                                |                                | Gheorghe Grigore Cantacuzino (1833-1913)      | Partito Conservatore             | Cantacuzino I         | 23 aprile 1899    | 19 luglio 1900    | Carlo I (1881-1914) |
| 21° |                                |                                | Petre P. Carp (1837-1919)                     | Partito Conservatore             | Carp I                | 19 luglio 1900    | 13 febbraio 1901  | Carlo I (1881-1914) |
| -   |                                |                                | Dimitrie Sturdza-Miclăușanu (1833-1914)       | Partito Nazionale Liberale       | Sturdza III           | 27 febbraio 1901  | 4 gennaio 1906    | Carlo I (1881-1914) |
| -   |                                |                                | Gheorghe Grigore Cantacuzino (1833-1913)      | Partito Conservatore             | Cantacuzino II        | 4 gennaio 1906    | 24 marzo 1907     | Carlo I (1881-1914) |
| -   |                                |                                | Dimitrie Sturdza-Miclăușanu (1833-1914)       | Partito Nazionale Liberale       | Sturdza IV            | 24 marzo 1907     | 9 gennaio 1909    | Carlo I (1881-1914) |
| 22° |                                |                                | Ion I. C. Brătianu (1864-1927)                | Partito Nazionale Liberale       | I. I. C. Brătianu I   | 9 gennaio 1909    | 4 marzo 1909      | Carlo I (1881-1914) |
| 22° | I. I. C. Brătianu II           | 4 marzo 1909                   | Ion I. C. Brătianu (1864-1927)                | Partito Nazionale Liberale       | 28 dicembre 1910      |                   |                   | Carlo I (1881-1914) |
| -   |                                |                                | Petre P. Carp (1837-1919)                     | Partito Conservatore             | Carp II               | 29 dicembre 1910  | 28 marzo 1912     | Carlo I (1881-1914) |
| 23° |                                |                                | Titu Liviu Maiorescu (1840-1917)              | Partito Conservatore             | Maiorescu I           | 28 marzo 1912     | 14 ottobre 1912   | Carlo I (1881-1914) |
| 23° | Maiorescu II                   | 14 ottobre 1912                | Titu Liviu Maiorescu (1840-1917)              | Partito Conservatore             | 31 dicembre 1913      |                   |                   | Carlo I (1881-1914) |
| -   |                                |                                | Ion I. C. Brătianu (1864-1927)                | Partito Nazionale Liberale       | I. I. C. Brătianu III | 4 gennaio 1914    | 10 dicembre 1916  | Carlo I (1881-1914) |
| -   | Ferdinando I (1914-1927)       |                                | Ion I. C. Brătianu (1864-1927)                | Partito Nazionale Liberale       | I. I. C. Brătianu III | 4 gennaio 1914    | 10 dicembre 1916  |                     |
| -   | I. I. C. Brătianu IV           | 11 dicembre 1916               | Ion I. C. Brătianu (1864-1927)                | Partito Nazionale Liberale       | 28 gennaio 1918       |                   |                   |                     |
| 24° |                                |                                | Alexandru Averescu (1859-1938)                | Militare                         | Averescu I            | 29 gennaio 1918   | 4 marzo 1918      |                     |
| 25° |                                |                                | Alexandru Marghiloman (1854-1925)             | Partito Conservatore             | Marghiloman           | 5 marzo 1918      | 23 ottobre 1918   |                     |
| 26° |                                |                                | Constantin Coandă (1857-1932)                 | Militare                         | Coandă                | 24 ottobre 1918   | 29 novembre 1918  |                     |
| -   |                                |                                | Ion I. C. Brătianu (1864-1927)                | Partito Nazionale Liberale       | I. I. C. Brătianu V   | 29 novembre 1918  | 26 settembre 1919 |                     |
| 27° |                                |                                | Artur Văitoianu (1864-1956)                   | Militare                         | Văitoianu             | 27 settembre 1919 | 30 novembre 1919  |                     |
| 28° |                                |                                | Alexandru Vaida-Voevod (1872-1950)            | Partito Nazionale Rumeno         | Vaida I               | 1 dicembre 1919   | 12 marzo 1920     |                     |
| -   |                                |                                | Alexandru Averescu (1859-1938)                | Partito del Popolo               | Averescu II           | 13 marzo 1920     | 16 dicembre 1921  |                     |
| 29° |                                |                                | Take Ionescu (1858-1922)                      | Partito Conservatore Democratico | Ionescu I             | 17 dicembre 1921  | 19 gennaio 1922   |                     |
| -   |                                |                                | Ion I. C. Brătianu (1864-1927)                | Partito Nazionale Liberale       | I. I. C. Brătianu VI  | 19 gennaio 1922   | 29 marzo 1926     |                     |
| -   |                                |                                | Alexandru Averescu (1859-1938)                | Partito del Popolo               | Averescu III          | 30 marzo 1926     | 4 giugno 1927     |                     |
| 30° |                                |                                | Barbu Știrbey (1873-1946)                     | Indipendente                     | Știrbey               | 4 giugno 1927     | 20 giugno 1927    |                     |
| -   |                                |                                | Ion I. C. Brătianu (1864-1927)                | Partito Nazionale Liberale       | I. I. C. Brătianu VII | 21 giugno 1927    | 24 novembre 1927  |                     |
| -   | Michele I (1927-1930)          |                                | Ion I. C. Brătianu (1864-1927)                | Partito Nazionale Liberale       | I. I. C. Brătianu VII | 21 giugno 1927    | 24 novembre 1927  |                     |
| 31° |                                |                                | Vintilă Brătianu (1867-1930)                  | Partito Nazionale Liberale       | V. Brătianu           | 24 novembre 1927  | 9 novembre 1928   |                     |
| 32° |                                |                                | Iuliu Maniu (1873-1953)                       | Partito Nazionale Contadino      | Maniu I               | 10 novembre 1928  | 6 giugno 1930     |                     |
| 32° | Carlo II (1930-1940)           |                                | Iuliu Maniu (1873-1953)                       | Partito Nazionale Contadino      | Maniu I               | 10 novembre 1928  | 6 giugno 1930     |                     |
| 33° |                                |                                | Gheorghe Mironescu (1874-1949)                | Partito Nazionale Contadino      | Mironescu I           | 7 giugno 1930     | 12 giugno 1930    |                     |
| -   |                                |                                | Iuliu Maniu (1873-1953)                       | Partito Nazionale Contadino      | Maniu II              | 13 giugno 1930    | 9 ottobre 1930    |                     |
| -   |                                |                                | Gheorghe Mironescu (1874-1949)                | Partito Nazionale Contadino      | Mironescu II          | 10 ottobre 1930   | 17 aprile 1931    |                     |
| 34° |                                |                                | Nicolae Iorga (1871-1940)                     | Partito Nazionalista Democratico | Iorga                 | 18 aprile 1931    | 5 giugno 1932     |                     |
| -   |                                |                                | Alexandru Vaida-Voevod (1872-1950)            | Partito Nazionale Contadino      | Vaida II              | 6 giugno 1932     | 10 agosto 1932    |                     |
| -   | Vaida III                      | 11 agosto 1932                 | Alexandru Vaida-Voevod (1872-1950)            | Partito Nazionale Contadino      | 19 ottobre 1932       |                   |                   |                     |
| -   |                                |                                | Iuliu Maniu (1873-1953)                       | Partito Nazionale Contadino      | Maniu III             | 20 ottobre 1932   | 13 gennaio 1933   |                     |
| -   |                                |                                | Alexandru Vaida-Voevod (1872-1950)            | Partito Nazionale Contadino      | Vaida IV              | 14 gennaio 1933   | 13 novembre 1933  |                     |
| 35° |                                |                                | Ion Duca (1879-1933)                          | Partito Nazionale Liberale       | Duca                  | 14 novembre 1933  | 29 dicembre 1933  |                     |
| -   |                                |                                | Constantin Angelescu (ad interim) (1870-1948) | Partito Nazionale Liberale       | Duca                  | 29 dicembre 1933  | 3 gennaio 1934    |                     |
| 36° |                                |                                | Gheorghe Tătărescu (1886-1957)                | Partito Nazionale Liberale       | Tătărescu I           | 4 gennaio 1934    | 1 ottobre 1934    |                     |
| 36° | Tătărescu II                   | 2 ottobre 1934                 | Gheorghe Tătărescu (1886-1957)                | Partito Nazionale Liberale       | 28 agosto 1936        |                   |                   |                     |
| 36° | Tătărescu III                  | 29 agosto 1936                 | Gheorghe Tătărescu (1886-1957)                | Partito Nazionale Liberale       | 14 novembre 1937      |                   |                   |                     |
| 36° | Tătărescu IV                   | 17 novembre 1937               | Gheorghe Tătărescu (1886-1957)                | Partito Nazionale Liberale       | 28 dicembre 1937      |                   |                   |                     |
| 37° |                                |                                | Octavian Goga (1881-1938)                     | Partito Nazionale Cristiano      | Goga                  | 29 dicembre 1937  | 10 febbraio 1938  |                     |
| 38° |                                |                                | Miron Cristea (1868-1939)                     | Indipendente                     | Cristea I             | 11 febbraio 1938  | 29 marzo 1938     |                     |
| 38° | Cristea II                     | 30 marzo 1938                  | Miron Cristea (1868-1939)                     | Indipendente                     | 31 gennaio 1939       |                   |                   |                     |
| 38° | Cristea III                    | 1 febbraio 1939                | Miron Cristea (1868-1939)                     | Indipendente                     | 6 marzo 1939          |                   |                   |                     |
| 39° |                                |                                | Armand Călinescu (1893-1939)                  | Fronte di Rinascita Nazionale    | Călinescu             | 7 marzo 1939      | 21 settembre 1939 |                     |
| 40° |                                |                                | Gheorghe Argeșanu (1883-1940)                 | Militare                         | Argeșanu              | 21 settembre 1939 | 28 settembre 1939 |                     |
| 41° |                                |                                | Constantin Argetoianu (1871-1955)             | Fronte di Rinascita Nazionale    | Argetoianu            | 28 settembre 1939 | 23 novembre 1939  |                     |
| -   |                                |                                | Gheorghe Tătărescu (1886-1957)                | Fronte di Rinascita Nazionale    | Tătărescu V           | 24 novembre 1939  | 10 maggio 1940    |                     |
| -   | Tătărescu VI                   | 11 maggio 1940                 | Gheorghe Tătărescu (1886-1957)                | Fronte di Rinascita Nazionale    | 3 luglio 1940         |                   |                   |                     |
| 42° |                                |                                | Ion Gigurtu (1886-1959)                       | Fronte di Rinascita Nazionale    | Gigurtu               | 4 luglio 1940     | 4 settembre 1940  |                     |
| 43° |                                |                                | Ion Antonescu (1882-1946)                     | Militare                         | Antonescu I           | 4 settembre 1940  | 14 settembre 1940 |                     |
| 43° | Michele I (1940-1947)          |                                | Ion Antonescu (1882-1946)                     | Militare                         | Antonescu I           | 4 settembre 1940  | 14 settembre 1940 |                     |
| 43° | Antonescu II                   | 14 settembre 1940              | Ion Antonescu (1882-1946)                     | Militare                         | 24 gennaio 1941       |                   |                   |                     |
| 43° | Antonescu III                  | 27 gennaio 1941                | Ion Antonescu (1882-1946)                     | Militare                         | 23 agosto 1944        |                   |                   |                     |
| 44° |                                |                                | Constantin Sănătescu (1885-1947)              | Militare                         | Sănătescu I           | 23 agosto 1944    | 3 novembre 1944   |                     |
| 44° | Sănătescu II                   | 4 novembre 1944                | Constantin Sănătescu (1885-1947)              | Militare                         | 5 dicembre 1944       |                   |                   |                     |
| 45° |                                |                                | Nicolae Rădescu (1874-1953)                   | Militare                         | Rădescu               | 6 dicembre 1944   | 28 febbraio 1945  |                     |
| 46° |                                |                                | Petru Groza (1884-1958)                       | Fronte Contadino                 | Groza I               | 6 marzo 1945      | 30 novembre 1946  |                     |
| 46° | Groza II                       | 1 dicembre 1946                | Petru Groza (1884-1958)                       | Fronte Contadino                 | 29 dicembre 1947      |                   |                   |                     |

## Primi ministri della Repubblica Popolare Rumena e della Repubblica Socialista di Romania (1947-1989)
| N°  | Primo ministro (Nascita-morte) | Primo ministro (Nascita-morte) | Primo ministro (Nascita-morte)     | Partito / Orientamento   | Governo          | Mandato                         | Mandato          | Capo di Stato                      |
| N°  | Primo ministro (Nascita-morte) | Primo ministro (Nascita-morte) | Primo ministro (Nascita-morte)     | Partito / Orientamento   | Governo          | Inizio                          | Fine             | Capo di Stato                      |
| --- | ------------------------------ | ------------------------------ | ---------------------------------- | ------------------------ | ---------------- | ------------------------------- | ---------------- | ---------------------------------- |
| -   |                                |                                | Petru Groza (1884-1958)            | Fronte Contadino         | Groza III        | 30 dicembre 1947                | 14 aprile 1948   | Constantin Parhon (1947-1952)      |
| -   | Groza IV                       | 15 aprile 1948                 | Petru Groza (1884-1958)            | Fronte Contadino         | 2 giugno 1952    |                                 |                  | Constantin Parhon (1947-1952)      |
| 47° |                                |                                | Gheorghe Gheorghiu-Dej (1901-1965) | Partito Comunista Rumeno | Gheorghiu-Dej I  | 2 giugno 1952                   | 28 gennaio 1953  | Constantin Parhon (1947-1952)      |
| 47° | Petru Groza (1952-1958)        |                                | Gheorghe Gheorghiu-Dej (1901-1965) | Partito Comunista Rumeno | Gheorghiu-Dej I  | 2 giugno 1952                   | 28 gennaio 1953  |                                    |
| 47° | Gheorghiu-Dej II               | 28 gennaio 1953                | Gheorghe Gheorghiu-Dej (1901-1965) | Partito Comunista Rumeno | 4 ottobre 1955   |                                 |                  |                                    |
| 48° |                                |                                | Chivu Stoica (1908-1975)           | Partito Comunista Rumeno | Stoica I         | 4 ottobre 1955                  | 19 marzo 1957    |                                    |
| 48° | Stoica II                      | 20 marzo 1957                  | Chivu Stoica (1908-1975)           | Partito Comunista Rumeno | 20 marzo 1961    |                                 |                  |                                    |
| 48° | Stoica II                      | 20 marzo 1957                  | Chivu Stoica (1908-1975)           | Partito Comunista Rumeno | 20 marzo 1961    | Ion Gheorghe Maurer (1958-1961) |                  |                                    |
| 49° |                                |                                | Ion Gheorghe Maurer (1902-2000)    | Partito Comunista Rumeno | Maurer I         | 21 marzo 1961                   | 17 marzo 1965    | Gheorghe Gheorghiu-Dej (1961-1965) |
| 49° | Maurer II                      | 18 marzo 1965                  | Ion Gheorghe Maurer (1902-2000)    | Partito Comunista Rumeno | 20 agosto 1965   | Chivu Stoica (1965-1967)        |                  |                                    |
| 49° | Maurer III                     | 21 agosto 1965                 | Ion Gheorghe Maurer (1902-2000)    | Partito Comunista Rumeno | 8 dicembre 1967  | Chivu Stoica (1965-1967)        |                  |                                    |
| 49° | Maurer IV                      | 9 dicembre 1967                | Ion Gheorghe Maurer (1902-2000)    | Partito Comunista Rumeno | 12 marzo 1969    | Nicolae Ceaușescu (1967-1989)   |                  |                                    |
| 49° | Maurer V                       | 13 marzo 1969                  | Ion Gheorghe Maurer (1902-2000)    | Partito Comunista Rumeno | 27 febbraio 1974 | Nicolae Ceaușescu (1967-1989)   |                  |                                    |
| 50° |                                |                                | Manea Mănescu (1916-2009)          | Partito Comunista Rumeno | Mănescu I        | Nicolae Ceaușescu (1967-1989)   | 27 febbraio 1974 | 18 marzo 1975                      |
| 50° | Mănescu II                     | 18 marzo 1975                  | Manea Mănescu (1916-2009)          | Partito Comunista Rumeno | 30 marzo 1979    | Nicolae Ceaușescu (1967-1989)   |                  |                                    |
| 51° |                                |                                | Ilie Verdeț (1925-2001)            | Partito Comunista Rumeno | Verdeț I         | Nicolae Ceaușescu (1967-1989)   | 30 marzo 1979    | 29 marzo 1980                      |
| 51° | Verdeț II                      | 29 marzo 1980                  | Ilie Verdeț (1925-2001)            | Partito Comunista Rumeno | 20 maggio 1982   | Nicolae Ceaușescu (1967-1989)   |                  |                                    |
| 52° |                                |                                | Constantin Dăscălescu (1923-2003)  | Partito Comunista Rumeno | Dăscălescu I     | Nicolae Ceaușescu (1967-1989)   | 21 maggio 1982   | 28 marzo 1985                      |
| 52° | Dăscălescu II                  | 29 marzo 1985                  | Constantin Dăscălescu (1923-2003)  | Partito Comunista Rumeno | 22 dicembre 1989 | Nicolae Ceaușescu (1967-1989)   |                  |                                    |

## Primi ministri della Romania (1989 - oggi)
| N°  | Primo ministro (Nascita-morte)  | Primo ministro (Nascita-morte) | Primo ministro (Nascita-morte)            | Partito                                                                          | Legislatura                          | Governo composizione                    | Mandato                    | Mandato          | Presidente              |
| N°  | Primo ministro (Nascita-morte)  | Primo ministro (Nascita-morte) | Primo ministro (Nascita-morte)            | Partito                                                                          | Legislatura                          | Governo composizione                    | Inizio                     | Fine             | Presidente              |
| --- | ------------------------------- | ------------------------------ | ----------------------------------------- | -------------------------------------------------------------------------------- | ------------------------------------ | --------------------------------------- | -------------------------- | ---------------- | ----------------------- |
| 53° |                                 |                                | Petre Roman (1946- )                      | Fronte di Salvezza Nazionale                                                     | Provvisoria                          | Roman I FSN                             | 26 dicembre 1989           | 28 giugno 1990   | Ion Iliescu (1989-1996) |
| 53° | I (1990)                        | Roman II FSN                   | Petre Roman (1946- )                      | Fronte di Salvezza Nazionale                                                     | 28 giugno 1990                       | 16 ottobre 1991                         |                            |                  | Ion Iliescu (1989-1996) |
| 54° | I (1990)                        |                                |                                           | Theodor Stolojan (1943-)                                                         | Fronte di Salvezza Nazionale         | Stolojan FSN PNL MER PDAR               | 16 ottobre 1991            | 19 novembre 1992 | Ion Iliescu (1989-1996) |
| 55° |                                 |                                | Nicolae Văcăroiu (1943- )                 | Partito della Democrazia Sociale di Romania                                      | II (1992)                            | Văcăroiu PDSR PRM PUNR PSM              | 19 novembre 1992           | 11 dicembre 1996 | Ion Iliescu (1989-1996) |
| 55° | Emil Constantinescu (1996-2000) |                                | Nicolae Văcăroiu (1943- )                 | Partito della Democrazia Sociale di Romania                                      | II (1992)                            | Văcăroiu PDSR PRM PUNR PSM              | 19 novembre 1992           | 11 dicembre 1996 |                         |
| 56° |                                 |                                | Victor Ciorbea (1954- )                   | Partito Nazionale Contadino Cristiano Democratico                                | III (1996)                           | Ciorbea PNȚCD PNL PD PSDR UDMR          | 12 dicembre 1996           | 30 marzo 1998    |                         |
| -   |                                 |                                | Gavril Dejeu (ad interim) (1932- )        | Partito Nazionale Contadino Cristiano Democratico                                | III (1996)                           | Ciorbea PNȚCD PNL PD PSDR UDMR          | 30 marzo 1998              | 17 aprile 1998   |                         |
| 57° |                                 |                                | Radu Vasile (1942-2013)                   | Partito Nazionale Contadino Cristiano Democratico                                | III (1996)                           | Vasile PNȚCD PNL PD PSDR UDMR           | 17 aprile 1998             | 13 dicembre 1999 |                         |
| -   |                                 |                                | Alexandru Athanasiu (ad interim) (1955- ) | Partito Social Democratico Romeno                                                | III (1996)                           | Vasile PNȚCD PNL PD PSDR UDMR           | 13 dicembre 1999           | 22 dicembre 1999 |                         |
| 58° |                                 |                                | Mugur Isărescu (1949- )                   | Indipendente                                                                     | III (1996)                           | Isărescu PNȚCD PNL PD PSDR UDMR         | 22 dicembre 1999           | 28 dicembre 2000 |                         |
| 58° | Ion Iliescu (2000-2004)         |                                | Mugur Isărescu (1949- )                   | Indipendente                                                                     | III (1996)                           | Isărescu PNȚCD PNL PD PSDR UDMR         | 22 dicembre 1999           | 28 dicembre 2000 |                         |
| 59° |                                 |                                | Adrian Năstase (1950-)                    | Partito della Democrazia Sociale di Romania dal 2001: Partito Social Democratico | IV (2000)                            | Năstase PDSR/PSD PSDR PUR               | 28 dicembre 2000           | 21 dicembre 2004 |                         |
| 59° | Traian Băsescu (2004-2014)      |                                | Adrian Năstase (1950-)                    | Partito della Democrazia Sociale di Romania dal 2001: Partito Social Democratico | IV (2000)                            | Năstase PDSR/PSD PSDR PUR               | 28 dicembre 2000           | 21 dicembre 2004 |                         |
| -   |                                 |                                | Eugen Bejinariu (ad interim) (1959- )     | Partito Social Democratico                                                       | IV (2000)                            | Năstase PDSR/PSD PSDR PUR               | 21 dicembre 2004           | 29 dicembre 2004 |                         |
| 60° |                                 |                                | Călin Popescu Tăriceanu (1952- )          | Partito Nazionale Liberale                                                       | V (2004)                             | Tăriceanu I PNL PD UDMR PUR             | 29 dicembre 2004           | 5 aprile 2007    |                         |
| 60° | Tăriceanu II PNL UDMR           | 5 aprile 2007                  | Călin Popescu Tăriceanu (1952- )          | Partito Nazionale Liberale                                                       | V (2004)                             | 22 dicembre 2008                        |                            |                  |                         |
| 60° | Tăriceanu II PNL UDMR           | 5 aprile 2007                  | Călin Popescu Tăriceanu (1952- )          | Partito Nazionale Liberale                                                       | V (2004)                             | 22 dicembre 2008                        | Nicolae Văcăroiu           |                  |                         |
| 60° | Tăriceanu II PNL UDMR           | 5 aprile 2007                  | Călin Popescu Tăriceanu (1952- )          | Partito Nazionale Liberale                                                       | V (2004)                             | 22 dicembre 2008                        | Traian Băsescu (2004-2014) |                  |                         |
| 61° |                                 |                                | Emil Boc (1966- )                         | Partito Democratico Liberale                                                     | VI (2008)                            | Boc I PD-L PSD PC                       | 22 dicembre 2008           | 23 dicembre 2009 |                         |
| 61° | Boc II PD-L UDMR UNPR           | 23 dicembre 2009               | Emil Boc (1966- )                         | Partito Democratico Liberale                                                     | VI (2008)                            | 6 febbraio 2012                         |                            |                  |                         |
| -   | Boc II PD-L UDMR UNPR           |                                |                                           | Cătălin Predoiu (ad interim) (1968- )                                            | VI (2008)                            | Indipendente                            | 6 febbraio 2012            | 9 febbraio 2012  |                         |
| 62° |                                 |                                | Mihai Răzvan Ungureanu (1968- )           | Indipendente                                                                     | VI (2008)                            | Ungureanu PD-L UDMR UNPR                | 9 febbraio 2012            | 7 maggio 2012    |                         |
| 63° |                                 |                                | Victor Ponta (1972-)                      | Partito Social Democratico                                                       | VI (2008)                            | Ponta I PSD PNL PC                      | 7 maggio 2012              | 21 dicembre 2012 |                         |
| 63° | VII (2012)                      | Ponta II PSD PNL PC UNPR       | Victor Ponta (1972-)                      | Partito Social Democratico                                                       | 21 dicembre 2012                     | 5 marzo 2014                            |                            |                  |                         |
| 63° | VII (2012)                      | Ponta II PSD PNL PC UNPR       | Victor Ponta (1972-)                      | Partito Social Democratico                                                       | 21 dicembre 2012                     | 5 marzo 2014                            | Crin Antonescu             |                  |                         |
| 63° | VII (2012)                      | Ponta II PSD PNL PC UNPR       | Victor Ponta (1972-)                      | Partito Social Democratico                                                       | 21 dicembre 2012                     | 5 marzo 2014                            | Traian Băsescu (2004-2014) |                  |                         |
| 63° | VII (2012)                      | Ponta III PSD UDMR PC UNPR     | Victor Ponta (1972-)                      | Partito Social Democratico                                                       | 5 marzo 2014                         | 17 dicembre 2014                        |                            |                  |                         |
| 63° | VII (2012)                      | Ponta IV PSD ALDE UNPR         | Victor Ponta (1972-)                      | Partito Social Democratico                                                       | 17 dicembre 2014                     | 5 novembre 2015                         |                            |                  |                         |
| 63° | VII (2012)                      | Ponta IV PSD ALDE UNPR         | Victor Ponta (1972-)                      | Partito Social Democratico                                                       | 17 dicembre 2014                     | 5 novembre 2015                         | Klaus Iohannis (2014-2025) |                  |                         |
| -   | VII (2012)                      | Ponta IV PSD ALDE UNPR         |                                           |                                                                                  | Sorin Cîmpeanu (ad interim) (1968- ) | Alleanza dei Liberali e dei Democratici | 5 novembre 2015            | 17 novembre 2015 |                         |
| 64° | VII (2012)                      |                                |                                           | Dacian Cioloș (1969- )                                                           | Indipendente                         | Cioloș PSD PNL UDMR UNPR                | 17 novembre 2015           | 4 gennaio 2017   |                         |
| 65° |                                 |                                | Sorin Grindeanu (1973- )                  | Partito Social Democratico                                                       | VIII (2016)                          | Grindeanu PSD ALDE                      | 4 gennaio 2017             | 29 giugno 2017   |                         |
| 66° |                                 |                                | Mihai Tudose (1967- )                     | Partito Social Democratico                                                       | VIII (2016)                          | Tudose PSD ALDE                         | 29 giugno 2017             | 16 gennaio 2018  |                         |
| -   |                                 |                                | Mihai Fifor (ad interim) (1970- )         | Partito Social Democratico                                                       | VIII (2016)                          | Tudose PSD ALDE                         | 16 gennaio 2018            | 29 gennaio 2018  |                         |
| 67° |                                 |                                | Viorica Dăncilă (1963- )                  | Partito Social Democratico                                                       | VIII (2016)                          | Dăncilă PSD ALDE                        | 29 gennaio 2018            | 4 novembre 2019  |                         |
| 68° |                                 |                                | Ludovic Orban (1963- )                    | Partito Nazionale Liberale                                                       | VIII (2016)                          | Orban I PNL                             | 4 novembre 2019            | 14 marzo 2020    |                         |
| 68° | Orban II PNL                    | 14 marzo 2020                  | Ludovic Orban (1963- )                    | Partito Nazionale Liberale                                                       | VIII (2016)                          | 7 dicembre 2020                         |                            |                  |                         |
| -   | Orban II PNL                    |                                |                                           | Nicolae Ciucă (ad interim) (1967- )                                              | VIII (2016)                          | Partito Nazionale Liberale              | 7 dicembre 2020            | 23 dicembre 2020 |                         |
| 69° |                                 |                                | Florin Cîțu (1972- )                      | Partito Nazionale Liberale                                                       | IX (2020)                            | Cîțu PNL USR+ UDMR                      | 23 dicembre 2020           | 25 novembre 2021 |                         |
| 70° |                                 |                                | Nicolae Ciucă (1967- )                    | Partito Nazionale Liberale                                                       | IX (2020)                            | Ciucă PNL PSD UDMR                      | 25 novembre 2021           | 12 giugno 2023   |                         |
| -   |                                 |                                | Cătălin Predoiu (ad interim) (1968-)      | Partito Nazionale Liberale                                                       | IX (2020)                            | Ciucă PNL PSD UDMR                      | 12 giugno 2023             | 15 giugno 2023   |                         |
| 71° |                                 |                                | Marcel Ciolacu (1967-)                    | Partito Social Democratico                                                       | IX (2020)                            | Ciolacu I PSD PNL                       | 15 giugno 2023             | 23 dicembre 2024 |                         |
| 71° | (2024)                          | Ciolacu II PSD PNL UDMR        | Marcel Ciolacu (1967-)                    | Partito Social Democratico                                                       | 23 dicembre 2024                     | 6 maggio 2025                           |                            |                  |                         |
| -   | (2024)                          | Ciolacu II PSD PNL UDMR        |                                           |                                                                                  | Cătălin Predoiu (ad interim) (1968-) | Partito Nazionale Liberale              | 6 maggio 2025              | 23 giugno 2025   | Ilie Bolojan            |
| 72° | (2024)                          |                                |                                           | Ilie Bolojan (1969-)                                                             | Partito Nazionale Liberale           | Bolojan PNL PSD USR UDMR                | 23 giugno 2025             | in carica        | Nicușor Dan (2025-)     |